# 黄文杰 (1902年)
黄文杰（1902年10月6日—1939年），原名祥庆，乳名观妹，号绚云，化名李光龙，男，广东兴宁人，中共高级领导人。曾任中共上海临时中央局代理书记。

## 生平
黄文杰生于广东省兴宁县大坪区贫农家庭。兄弟四人，排行第二。7岁私塾启蒙，9岁入本村小学读书。家贫辍学务农。1920年达务小学毕业，考入县立中学，连任县立中学学生会会长。1924年6月中学毕业，在本县新陂小学任教。1925年春，借了水口镇人黄文杰的兴民中学毕业证书报考黄埔军校被录取，逐以黄文杰为名。不久入党。1925年10月，被苏联顾问推荐入莫斯科中山大学学习。1929年毕业后，在苏联伯力、海参崴从事党务工作。1931年奉命回国在上海从事秘密工作，公开身份在上海社会科学研究会工作。
1933年1月，中共临时中央局由上海迁至中央苏区，在上海设立以李竹声为书记的中共上海中央执行局，黄文杰任中央执行局职工部部长。
1934年6月26日，李竹声被捕后叛变，盛忠亮接任中共上海中央执行局书记。1934年10月，盛忠亮被捕叛变。改组设立中共上海临时中央局，黄文杰任代理书记。 1935年2月19日，国民党政府与租界工部局在上海全市大搜捕，上海临时中央局书记黄文杰和组织部长何成湘夫妇、宣传部长朱镜我、文委书记阳翰笙、文委成员田汉、“社联”党团书记杜国庠等30余人同时被捕。1935年3月，法租界特别地方法院将黄文杰等人引渡给上海市公安局。3月18日夜间，黄文杰和朱镜我、杜国庠、田汉、阳翰笙、何成湘夫妇等8人被解往南京羁押于宪兵司令部看守所。1935年9月，黄文杰被判处15年徒刑，关押于南京郊外中央军人监狱。
1937年9月八路军南京办事处保释黄文杰出狱。黄文杰留在八路军南京办事处做组织工作。1937年12月中旬，南京办事处改为八路军武汉办事处。王明、周恩来、董必武、叶剑英、邓颖超、黄文杰组成中共长江局，黄文杰先后担任长江局组织部副部长、秘书长。1937年12月27日，任长江局驻两广特派员。 
1938年9月中共洛川会议，长江局改为南方局，由周恩来、博古、叶剑英、黄文杰四人组成。1938年冬发现患肺病。经过一段时间的治疗，1939年春抵达重庆。1939年8月2日在重庆病逝，终年仅37岁。

## 纪念
黄文杰逝世后，周恩来、董必武、邓颖超亲自送葬至墓地。《新华日报》登载了叶剑英《悼黄文杰同志的死》一文，称黄文杰“是我们党的骆驼！”
中华人民共和国民政部于1983年批准黄文杰为革命烈士。
1984年6月，中共重庆市委、人民政府按党中央指示，将黄文杰的骨灰移葬红岩公墓。